# 京焼
京焼（きょうやき）は、日本の陶磁器のうち、京都で焼かれる作品の総称。

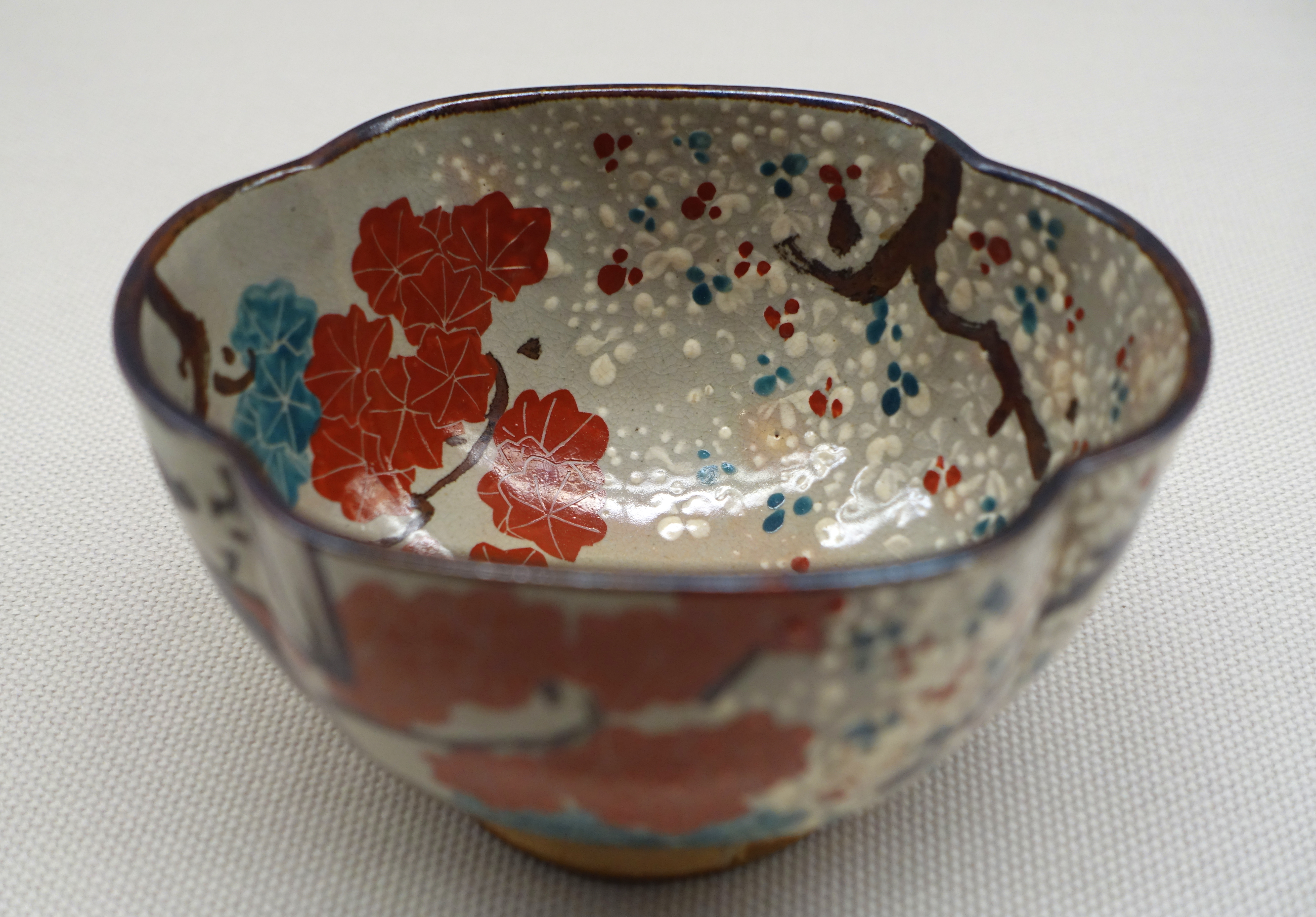
色絵桜楓文木瓜形鉢 仁阿弥道八 東京国立博物館蔵

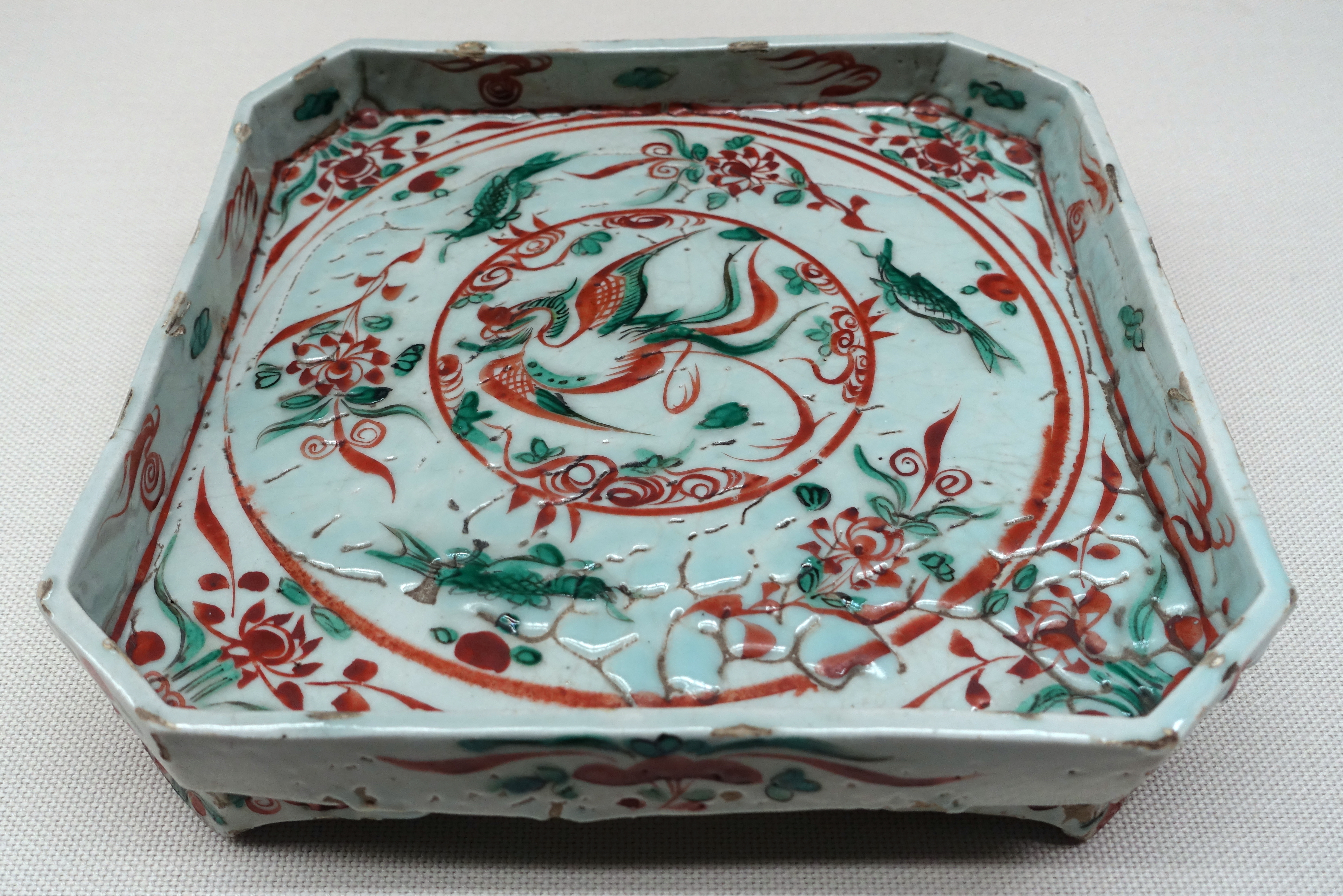
色絵飛鳳文隅切膳　奥田頴川 東京国立博物館蔵

## 概要
経済産業大臣指定伝統的工芸品としての名称は京焼・清水焼。窯の所在地は東山が中心で、このほかに 洛東や洛北に点在した。歴史的には清水焼のほか、粟田口焼（粟田焼）、音羽焼、八坂焼、御菩薩池焼、修学院焼、清閑寺焼、御室焼などが含まれる。楽焼（聚楽焼）は含めないことが多い。
一度焼成した後に上絵付けを施す上絵付けの技法を用いた陶器が多く、作家ごとの個性が強いのが特徴。
また、「乾山写し」「仁清写し」など、他窯のデザインを本歌取りした写しものを得意とする。江戸時代、京焼の陶工は他の陶磁器産地に招かれて、その作風や技術は全国に影響を与えた。

## 歴史

### 京焼の始まり
後に京都（平安京）が造営される地では、古墳時代には焼き物が作られていた記録がある。
現代に至る京焼の起源としては、近年の研究では、慶長年間初頭の1590年代末には生産が始まっていたと考えられている。この頃の作品については不明な点が多いが、低温で焼成し、鉛を含む釉薬が使用されていて、技法やデザインが多様なことが特徴である。
この時期以前の京都は、三条粟田口界隈に陶磁器の窯元が集中し、粟田焼が生産されていた。ただし、天正年間以前の16世紀中頃には三彩や交趾焼などの技術を持った中国人陶工およびその後継者達が製陶を開始していた。緑、紫、紺、黄など寒色系の釉薬が特徴で、押小路焼のルーツとなったと考えられている。

### 色絵陶器の成立
17世紀（江戸時代初期）に入ると、茶道の興隆に伴って茶碗、茶入など茶陶の製造が盛んになった。具体的には、瀬戸焼、美濃焼や唐津焼の職人が京で作陶し、各産地の技法をベースとして高麗茶碗の写しなどが作られている。この頃、黒谷土と呼ばれる製陶に適した原料土が京周辺の山城国で発見されたことも陶磁器の生産の助けとなった。
京焼の中で最古の部類に入る粟田口焼（粟田焼）は、寛永年間には粟田口で生産を行なっていた。ここでは中国の茶器の写しや天目茶碗が作られた。同時期では、八坂焼は1640年、清水焼は1643年までには存在が確認されている。これに続いて御室焼、御菩薩池焼（みぞろがいけやき）、修学院焼なども作られた。
このような中、慶安3年（1650年）5月25日に金森重近（宗和）が参加した茶会に関する記述の中で、絵付を施した御室焼の登場が確認されている。さらに翌年か翌々年には赤色系の上絵付を施した御室焼が野々村仁清によって初めて作られた。調合・焼成の困難な赤色系の絵付を17世紀に成功させたのは、磁器を国内で初めて製作した伊万里焼（有田焼）以外ではこれが唯一の例であり、かつ陶器では国内初であった。

### 18世紀以降
野々村仁清の死後、跡を継いだ息子は技量が及ばず、製陶から手を引いた。しかし仁清から直接技法を学んだ尾形乾山は優れた作品を多く残した。また、永樂了全より後の永樂家は保全、和全など優れた陶工を輩出し、千家に作品を納めて今日に至る。
技術的にも重要な存在としては奥田頴川が挙げられる。頴川は京焼として初めて磁器を製作し、この後を受けて青木木米や仁阿弥道八らも磁器の作品を多く残した。
明治維新後は東京奠都による京都の人口減少や経済衰退といった変化により、茶陶の需要が激減した。廃業した者も多いが、幕末の開国を機に、粟田口焼の六代～七代錦光山宗兵衛などは薩摩焼に京焼風の絵付けをした「京薩摩」や、七宝の胎に陶器を用いた「陶胎七宝」を欧米に輸出。このほかにも海外市場を開拓した京焼窯は多かった。また西洋風陶磁器が作られたり、工場方式や共同窯・貸窯による大量生産が行われたりした。
1896年（明治29年）には京都市立陶磁器試験場が設立され、技術の研究など近代化が進んだ。現代でも、高級な茶器・食器や芸術品として京焼は作られ続けている。伝統的な登り窯だけでなく電気窯やガス窯も使われるようになり、作陶地も東山に限らずその東の京都市山科区や、京都府南部の宇治市炭山地区などへ広がった。
粟田口焼は1984年に一時途絶し、1995年に窯が再興された。
また、陶工の一部は日本陶器（現・ノリタケカンパニーリミテド）のような企業組織に入っていき、その技術を支えた。

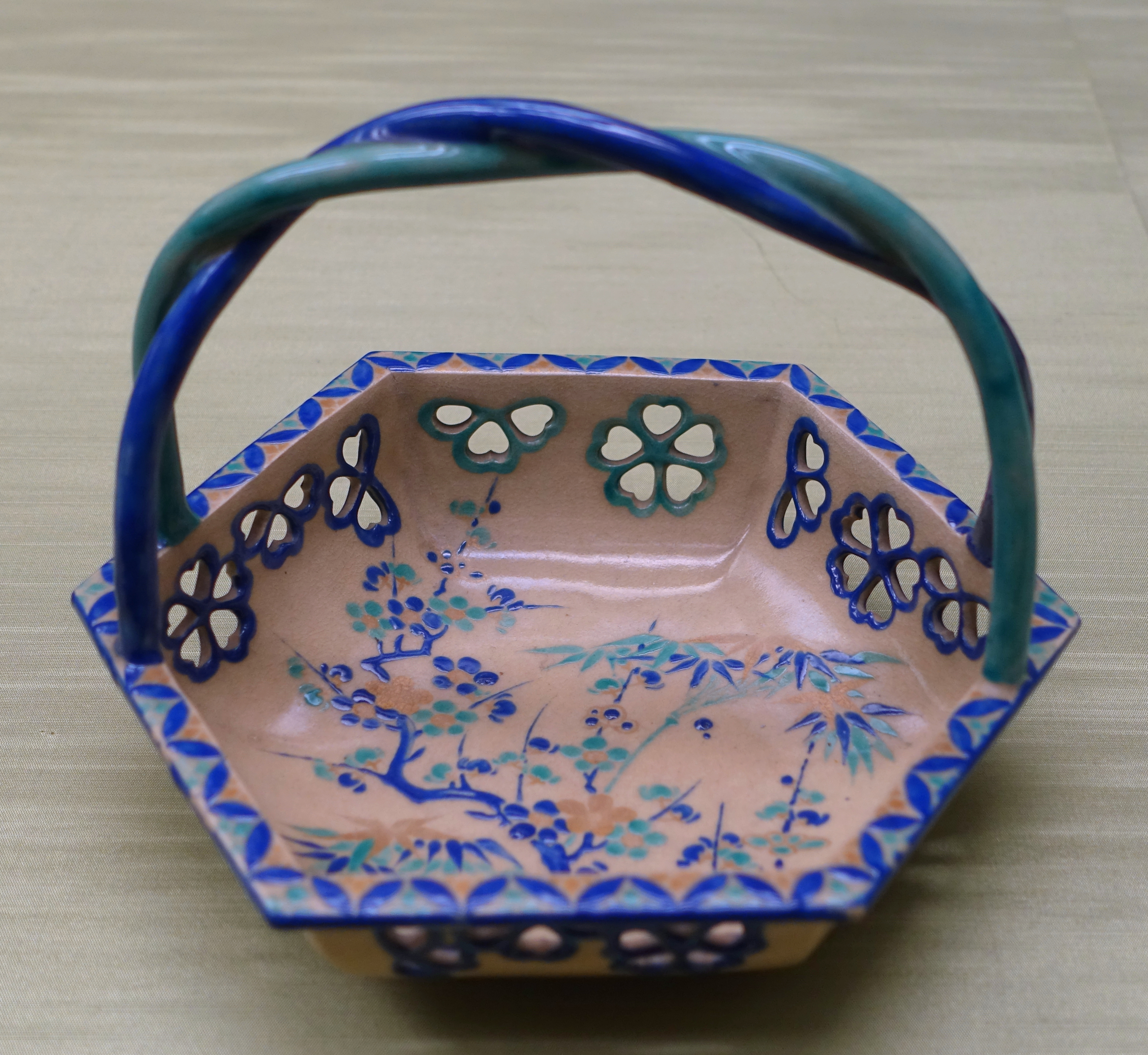
色絵桜透文手鉢　京焼 東京国立博物館
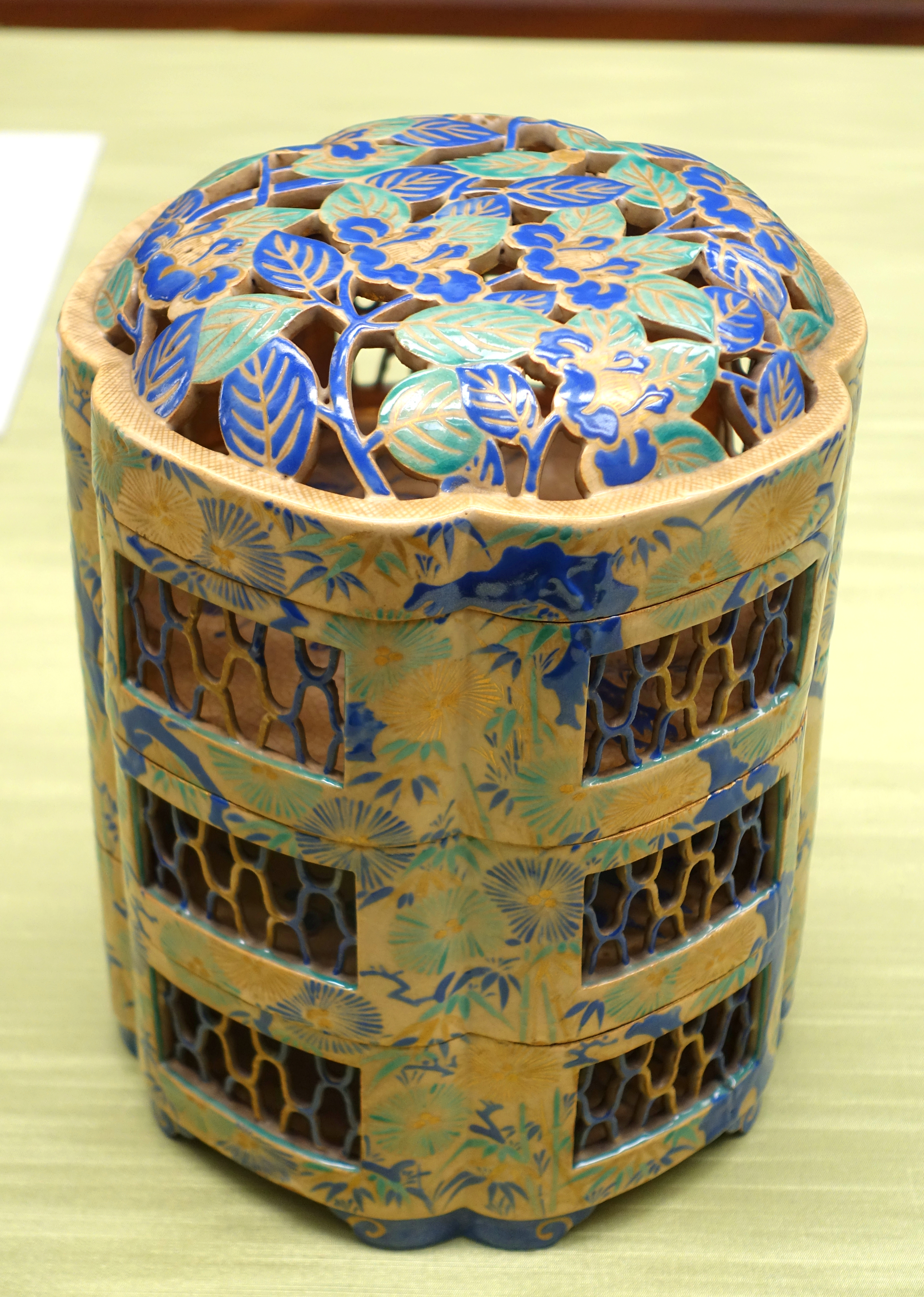
色絵椿松竹梅文透入重蓋物　京焼 東京国立博物館
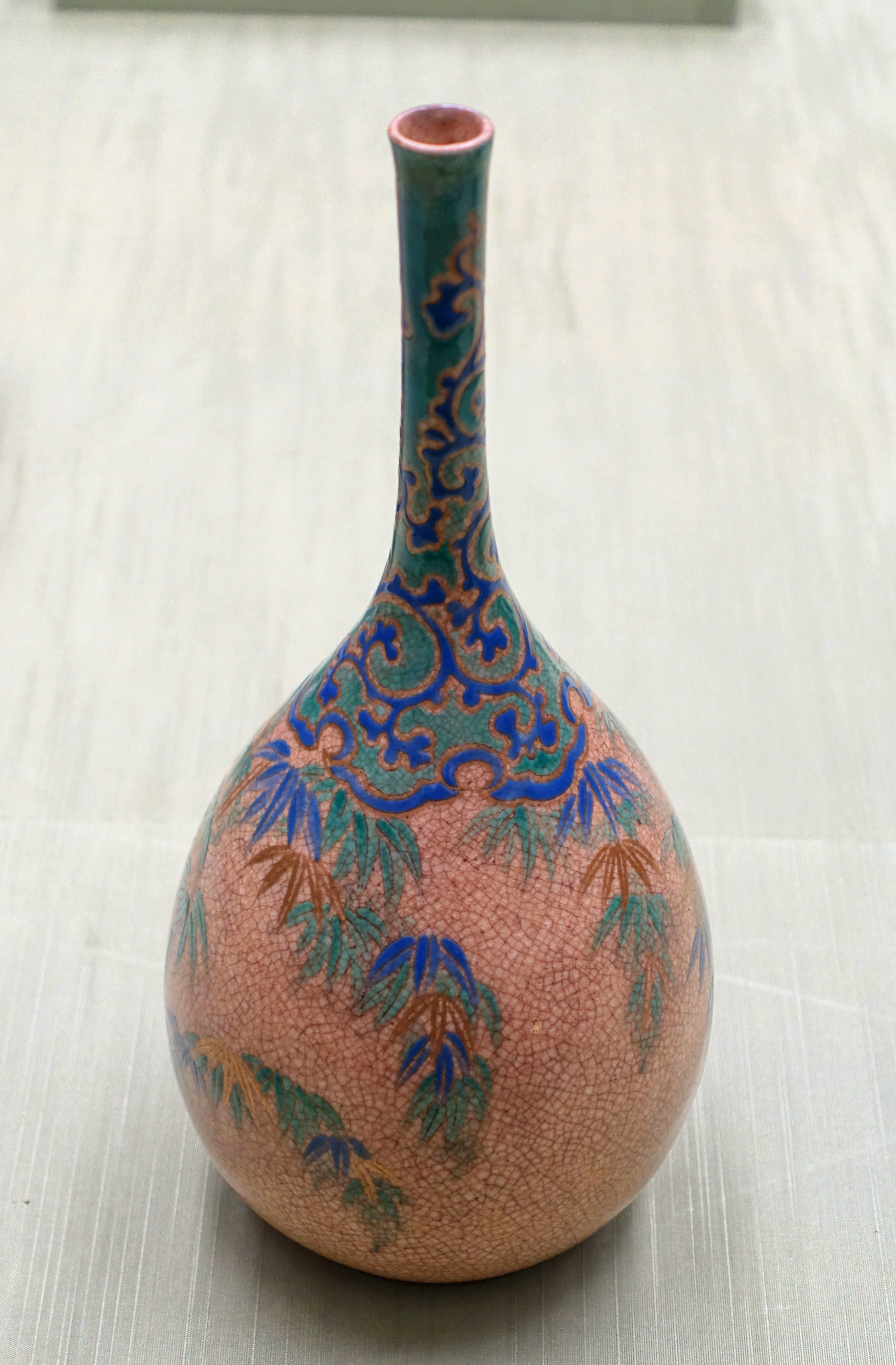
色絵竹図徳利　東京国立博物館
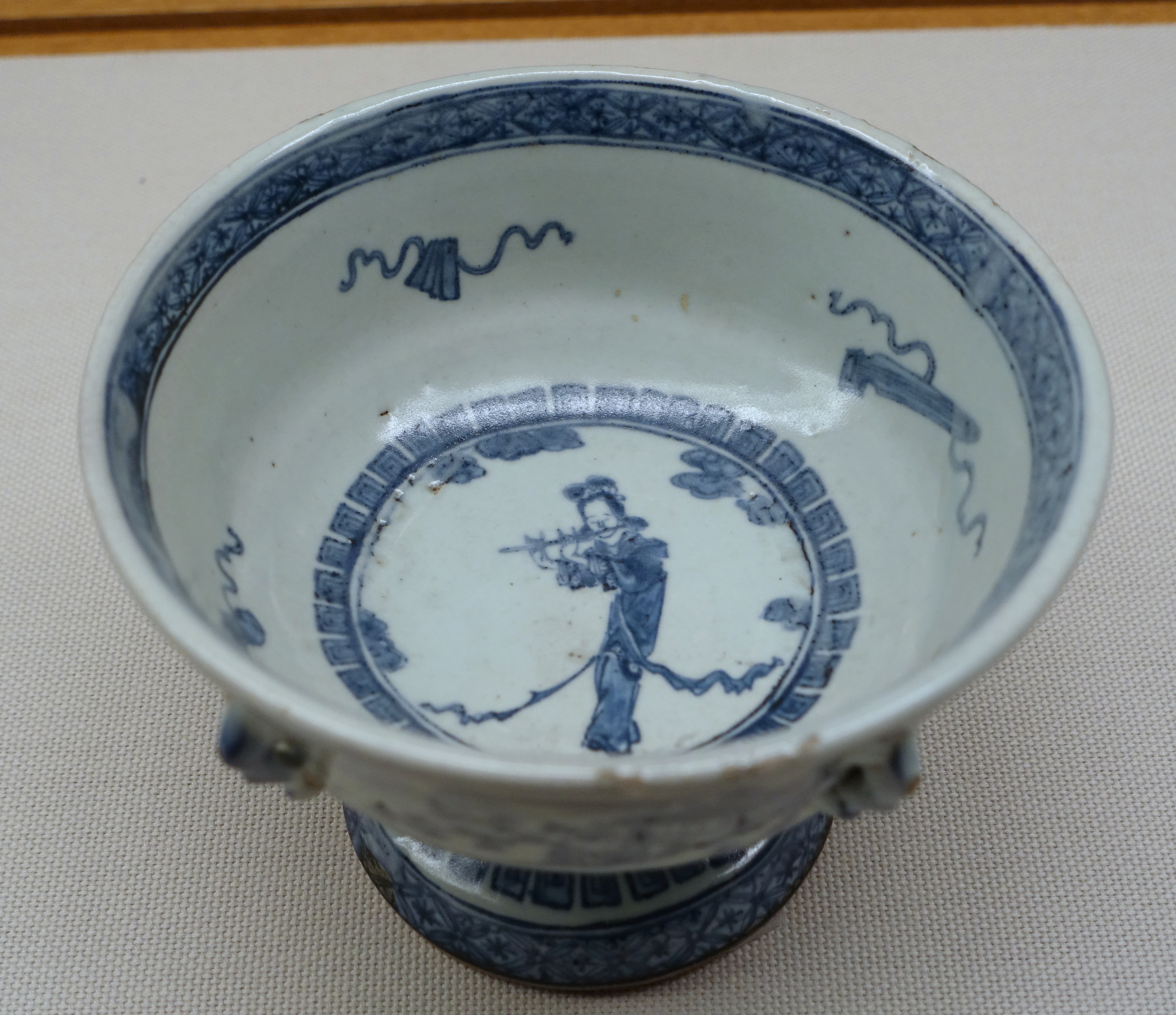
染付山水図台鉢　奥田頴川 東京国立博物館
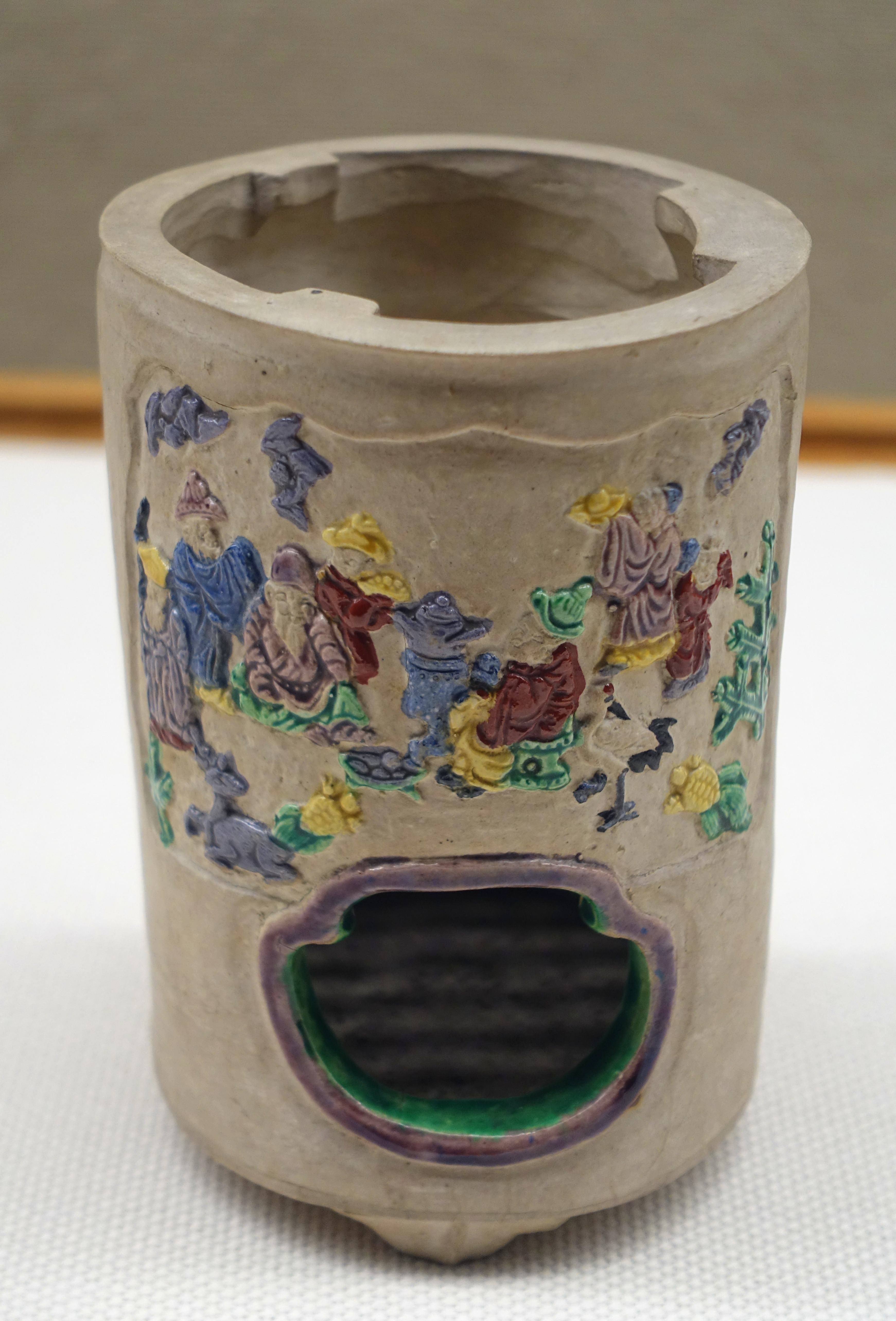
白泥色絵人物文凉炉　欽古堂亀祐 東京国立博物館
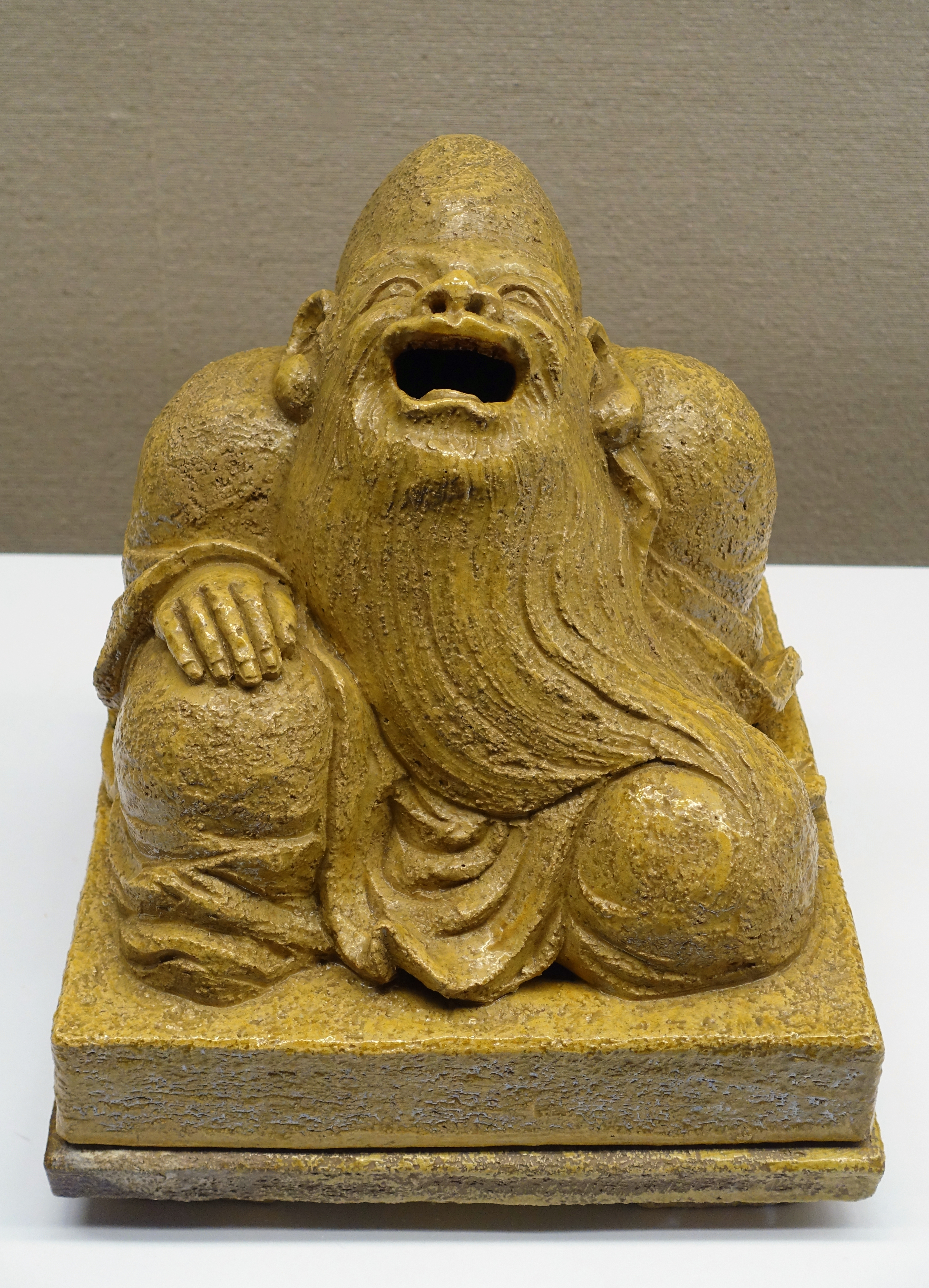
寿老人大香炉 仁阿弥道八　天保14年（1843年）銘 東京国立博物館
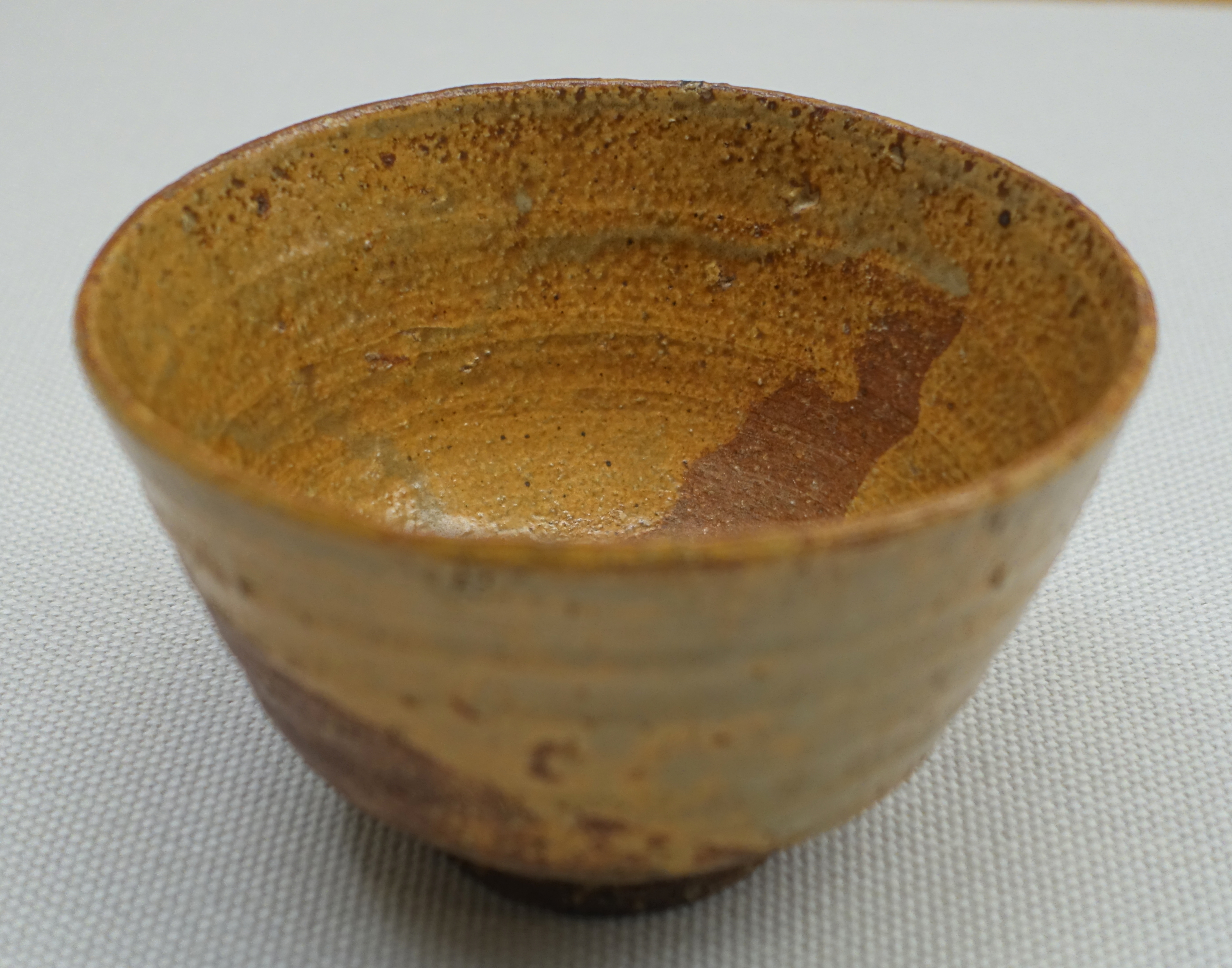
黄伊羅保茶碗 仁阿弥道八　東京国立博物館
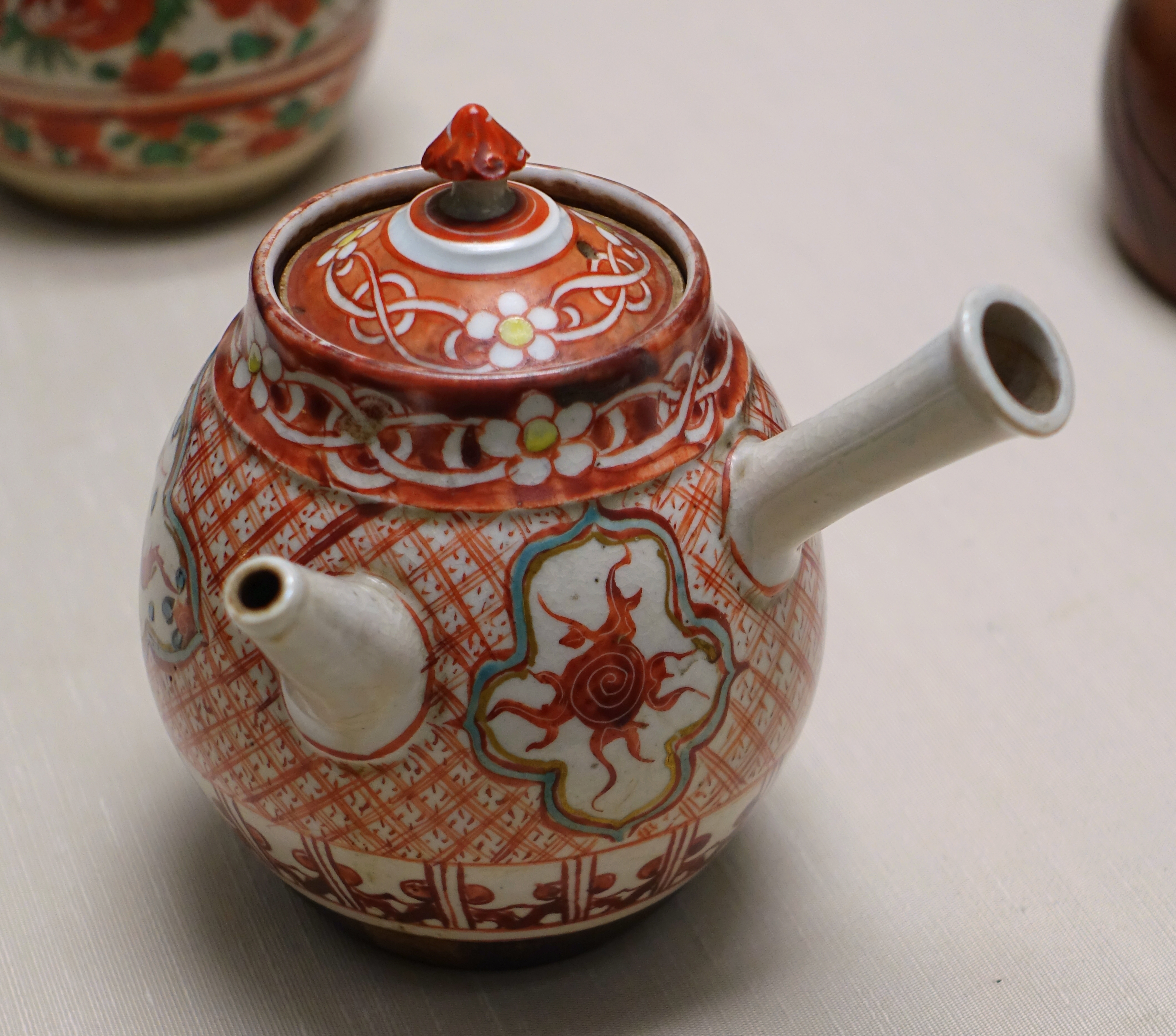
色絵急須　仁阿弥道八、左平合作 東京国立博物館
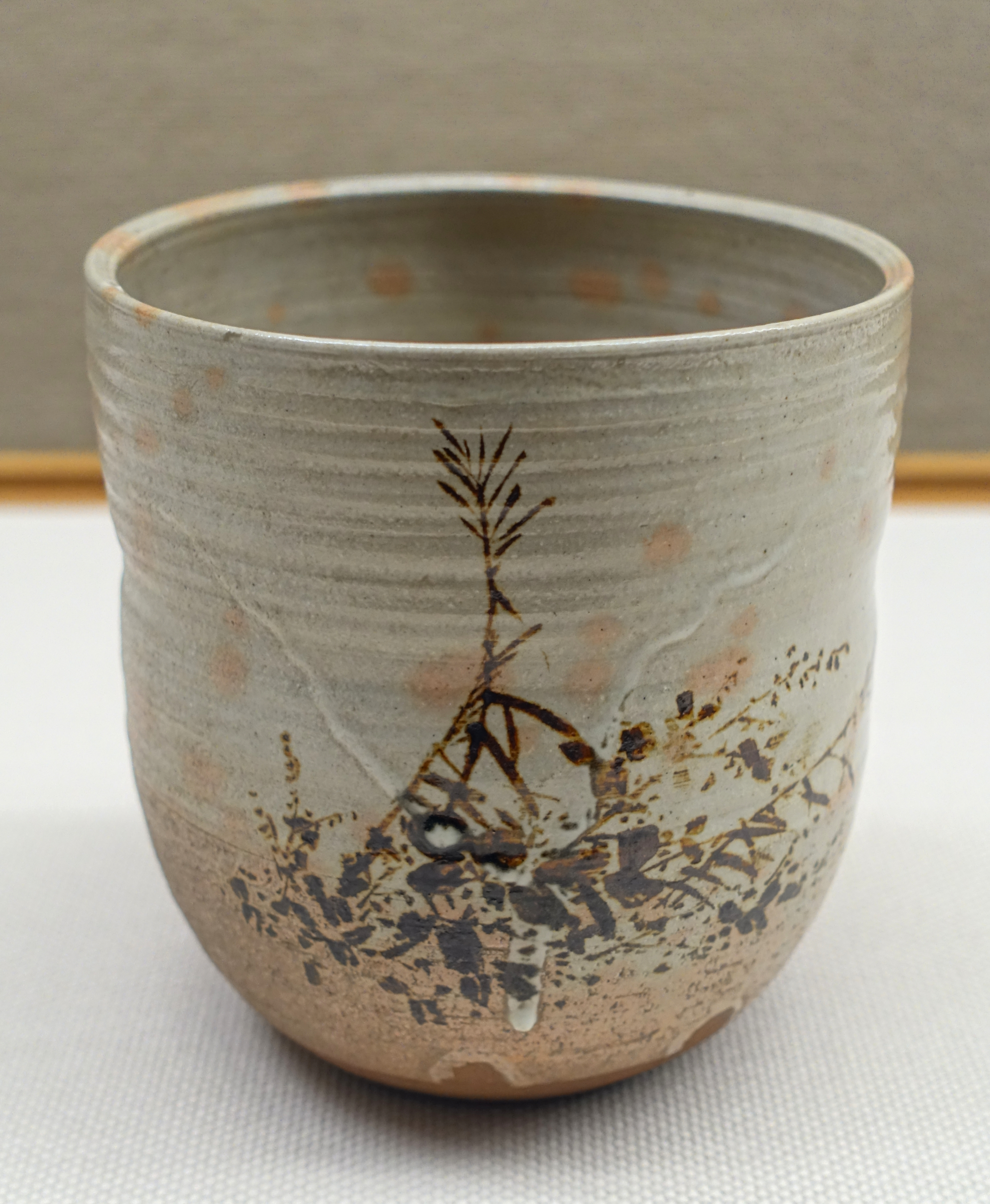
銹絵秋草文水指（御本写水指）　仁阿弥道八 東京国立博物館

## 著名な作家
- 青木木米
- 永樂保全
- 永樂和全
- 尾形乾山
- 奥田頴川
- 高橋道八
- 仁阿弥道八
- 野々村仁清
- 三浦竹泉
- 久世久宝
- 清水六兵衛

## 京焼の主な例
- 清水焼
- 音羽焼
- 御室焼
- 粟田口焼
- 御菩薩焼
- 八坂焼